# Ridderorden in Marokko
Marokko kende als Arabisch sultanaat geen ridderorden. Dit Europese instituut deed zijn intrede met de kolonisatie door Spanje en Frankrijk.
Ridderorden in het Spaanse protectoraat (1926 - 1956)
- De Orde van Mehdauia (Ordre de Mehdauia ) 1926

Op 18 augustus 1926 door Prins Mulay Hassan Bin Mahdi (1912-1984) Kalief van Tétouan gesticht.
Ridderorden in het Franse protectoraat
De Franse regering verleende, behalve haar Legioen van Eer dat aan de hoogste gezagsdragers en enkele zeer moedige soldaten werd verleend in Noordwest-Afrika een Franse koloniale ridderorde.
- De Orde van de Zwarte Ster

Ridderorden van het Sultanaat
- De Orde van Hafiz ("Nishan Hafidien" of "Ordre de Hafiz") 1910 - 1913
- De Orde van Sharifian Alawaidis ("Wissam Alaouit Cherifien" of "Ordre de la Maison Chérifienne Alaouite") 1913
- De Sherifien Orde van Militaire Verdienste (Ordre du Mérite militaire Cherefien) 1910
- De Orde van Militaire Verdienste 1910

De ridderorden van het Koninkrijk Marokko
In 1956 en 1957 werden het Franse en Spaanse protectoraat opgeheven.
- De Orde van Mohammedi ("Wissam al-Mohammadi" of "Ordre de Mohammed") 1956
- De Orde van de Trouw (Wissam al-Waala) 1963
- De Orde van de Troon ("Wissam al-Arch" of "Ordre du Trône") 1963
- De Orde van de Voorspoed (Wissam al-Ezdihar)
- De Orde van de Onafhankelijkheid (Wissam al-Istiqlal) 1963
- De Orde van de Krijgsmacht (Wissam al-Askari) 1966
- De Orde van de Arbeid (Wissam al-Choghl)
- De Orde van Verdienste
- De Orde van de Vlijt (Wissam al-Wadil)
- De Orde van de Levensredder (Wissam al-Inquad)
- De Orde van Burgerlijke Verdienste (Wissam al-Rida)
- De Orde van Militaire Verdienste (Ordre du Mérite militaire) 1963

De orden worden door een "Grote Raad" voorgezeten door de koning en bestaande uit de Minister van het Koninklijk Huis, functionerend als Kanselier van de orden, de Chef-Protocol en zes leden namens de zes belangrijkste ridderorden van het koninkrijk bestuurd. Men moet in het algemeen vijf jaar ridder zijn geweest voordat men bevorderd kan worden tot een hogere graad. De orden worden op de "Dag van de troon" (3 maart) en onafhankelijkheidsdag (18 november) uitgereikt.
Orde van Mehdauia · Orde van Mohammediya · Orde van de Trouw · Orde van de Troon · Orde van de Voorspoed · Orde van de Onafhankelijkheid · Orde van de Krijgsmacht · Orde van de Arbeid (Marokko) · Orde van Verdienste · Orde van de Vlijt · Orde van de Levensredder · Orde van Burgerlijke Verdienste · Orde van Militaire Verdienste · Orde van Hafiz · Orde van Sharifian Alawaidis · Sherifien Orde van Militaire Verdienste

Zie ook: Ridderorden in Marokko